# Francesco Mazzoni
Francesco Mazzoni (Firenze, 16 novembre 1925 – Bibbiena, 15 gennaio 2007) è stato un filologo italiano, tra i massimi esperti del Novecento dell'opera di Dante Alighieri.

## Biografia
Appartenente a una famiglia di studiosi quali Guido Mazzoni, Pio Rajna e allievo di Mario Casella, Mazzoni conseguì nel 1959 la libera docenza in filologia dantesca. Fu assistente di Gianfranco Contini.
Nel 1967 ottenne la prima cattedra di Filologia dantesca istituita in una Università statale italiana, presso la facoltà di lettere e filosofia dell'Università degli studi di Firenze, ove Mazzoni insegnò sino al 2001 (la prima cattedra di Filologia dantesca in assoluto in Italia venne istituita nel 1965, in occasione del centenario dantesco, presso l'Università Cattolica di Milano, ove per il biennio dal 1975 al 1977 l'insegnamento fu affidato a Mazzoni).
È stato presidente della Società Dantesca Italiana (1968-2005) e dell'Ente Nazionale Giovanni Boccaccio (1981-2001) e ha diretto la rivista specialistica degli «Studi Danteschi», fondata da Michele Barbi. È stato il responsabile del progetto Bibliografia Dantesca Internazionale, strumento di ricerca fruibile gratuitamente in rete.
È stato accademico emerito dell'Accademia della Crusca. Il 25 marzo 2021, in occasione del centenario Dantedì, è stata inaugurata in Crusca la sala dantesca intitolata a Francesco Mazzoni che custodisce la biblioteca e il grande archivio dello studioso (donazione della famiglia). https://www.youtube.com/watch?v=RSYiozFSEaM
Dal 1993 al 2001 è stato coordinatore nazionale del dottorato di ricerca in filologia dantesca. In tale ambito Mazzoni ha formulato la pertinente definizione della materia: «La Filologia dantesca è un insegnamento rigorosamente tecnico che importa critica testuale, esame della tradizione manoscritta, specifica analisi linguistica e stilistica, esegesi puntuale, ricerca concreta di fonti». Mirava, Mazzoni, sono ancora sue parole, «a una storicizzazione integrale della poesia di Dante».
Nel 1990 l'Accademia dei Lincei gli ha conferito il premio “Antonio Feltrinelli” per la filologia e la linguistica ritenendolo, come scrive Vittore Branca, il «massimo animatore e rinnovatore degli studi danteschi d'oggi». Francesco Mazzoni, ha scritto Bernhard König presidente onorario della Deutsche Dante-Gesellschaft, «si è reso benemerito della eredità spirituale del poeta e pensatore Dante Alighieri». Una vita spesa «a capire il poeta» (così Carlo Ossola in «Il Sole 24 Ore», 15 febbraio 2015, p. 25).
Molteplici i suoi contributi di filologia ed esegesi dantesca e medievale: sui commenti trecenteschi alla Commedia, sul testo del Poema, sulla Quaestio de Aqua et Terra e sulle Epistole, sul pensiero politico dell'Alighieri e sulla fortuna secolare di Dante, nonché su Brunetto Latini, Francesco da Barberino, Giovanni Boccaccio, storicamente connessi alla biografia, alla cultura, e alla dantesca fortuna.
Muore a Bibbiena il 15 gennaio 2007. Si legga quanto ha scritto Stefano Jossa su «il manifesto» (17 gennaio 2007, p. 13): «Con la scomparsa di Mazzoni si chiude una storia di lunga durata della funzione della critica italiana nella gestione del discorso pubblico nazionale: una filologia capace di coniugare impegno critico e vocazione civile, nella convinzione che il rispetto del testo fosse anche, prima di tutto, rispetto della persona. Di qui nasceva l'idea di una critica che affidasse al rigore metodologico un pari rigore etico, ricostruendo i testi e la storia non con il culto del documento, ma con il senso di un servizio alla conoscenza. Senza furori estetici e senza religioni del fatto: nel tentativo, piuttosto, di far interagire i linguaggi, di modo che il laboratorio del filologo potesse fornire nuovi strumenti al tempio del critico e che le magie dell'alchimista potessero illuminare gli esperimenti del chimico. Negli studi di Mazzoni su Dante si incrociano, senza stridere, laboratorio e tempio, filologia e critica, la lezione di Casella (di cui era stato allievo all'Università di Firenze) e l'estetica di Croce. Non c'era contraddizione, perché i due linguaggi si muovevano, integrandosi, in ambiti diversi». Non si potrebbe dire meglio. È stato sepolto al cimitero delle Porte Sante a Firenze.
Il 14 novembre 2007, la giornata di studio intitolata "Con Francesco Mazzoni", tenutasi a Firenze in Palazzo Vecchio, ha illustrato il magistero scientifico e umano del filologo e del docente fiorentino. Si vedano gli atti di quella manifestazione. 
Nel 2008 ha avuto luogo, presso il Teatro della Pergola di Firenze, la prima edizione del Premio Francesco Mazzoni, istituito in ricordo di uno studioso e di un promotore di cultura che molto si è impegnato anche per la diffusione delle opere dell'Alighieri presso il grande pubblico. Il premio viene conferito a protagonisti eccellenti del teatro italiano nel segno, come si legge nella motivazione, «di quella curiosità appassionata con cui Francesco Mazzoni declinava l'idea di una cultura aperta e viva».
Il 21 novembre 2008, a Firenze, nell'ambito delle celebrazioni per il centoventesimo anniversario della Società Dantesca Italiana, svoltesi con l'Alto Patronato del Presidente della Repubblica e con il Patrocinio del Ministero per i Beni e le Attività Culturali, la società ha intitolato a Francesco Mazzoni il salone delle conferenze del Palagio dell'Arte della Lana.
Nell'anno rotariano 2015-2016 il Rotary Club Firenze ha istituito l'XI Premio di laurea dedicato a Francesco Mazzoni. 
Alla valorizzazione del grande archivio dantesco di Francesco Mazzoni provvede l'Associazione culturale Guido e Francesco Mazzoni per gli studi medievali e danteschi, promuovendo la pubblicazione di testi e documenti ivi conservati.
È in corso di pubblicazione, presso le romane Edizioni di Storia e Letteratura, la sua ultima opera: Con Dante per Dante. Saggi di filologia ed ermeneutica dantesca , articolata in sei volumi e accolta da lusinghiere recensioni apparse e.g. su «Il Sole 24 Ore» (15 febbraio 2015, a firma di Carlo Ossola), «La Cultura» (2017, 3, a firma di Gennaro Sasso) e in «Lettere Italiane» (LXXI, 2019, 1, a firma di Giuseppe Antonio Camerino).

## Opere principali
- Dante e il Piemonte, Alpignano, Alberto Tallone Editore, 1965, pp. 139.
- Saggio di un nuovo commento alla Commedia. Il canto IV dell'Inferno, in «Studi Danteschi», XLII (1965), pp. 29–206.
- Contributi di filologia dantesca. Prima serie, Firenze, Sansoni, 1966, pp. 293 (Quaderni degli «Studi Danteschi», 2).
- Le Epistole di Dante, in «Conferenze aretine 1965», Arezzo, Zelli, 1966, pp. 47–100.
- Saggio di un nuovo commento alla Divina Commedia. Inferno-Canti I-III, Firenze, Sansoni, 1967, pp. 455 (Quaderni degli «Studi Danteschi», 4).
- Il canto VI dell'Inferno, Firenze, Le Monnier, 1967, pp. 57 («Nuove letture dantesche»).
- Il canto V dell'Inferno, in Letture dantesche. Inferno, Roma, Bonacci, 1977, pp. 97–143.
- Tommaseo e Dante, in «Primo centenario della morte di N. Tommaseo. 1874-1974. Atti delle onoranze tommaseiane», Firenze, Olschki, 1977, pp. 29–68.
- Giovanni Boccaccio fra Dante e Petrarca, in «Atti e Memorie dell'Accademia Petrarca di Lettere, Arti e Scienze» di Arezzo, XLII n.s. (1976-1978), pp. 15–42.
- L'edizione delle Opere latine minori, in «Atti del Convegno internazionale di studi danteschi», Ravenna, Longo, 1979, pp. 129–66.
- Il canto VI del Paradiso, in «Letture Classensi» 9-10, Ravenna, Longo, 1982, pp. 119–59.
- Il canto XI dell'Inferno, Napoli, Loffredo, 1985, pp. 47 («Lectura Dantis Neapolitana»).
- Un incontro di Dante con l'esegesi biblica (a proposito di Purg. XXX, 85-99), in «Dante e la Bibbia. Atti dei Convegno internazionale... Firenze 26-27-28 settembre 1986», Firenze, Olschki, 1988, pp. 173–212.
- Michele Barbi filologo, in «Farestoria», 1-2 (1988), pp. 3–11.
- Il canto VI del Paradiso, in Paradiso: letture degli anni 1979-81 promosse dalla Casa di Dante in Roma, Roma, Bonacci, 1989, pp. 167–222.
- Elaborazione nel discorso di Eugenio Montale per il settimo centenario dantesco, in «Le tradizioni del testo. Studi di letteratura italiana offerti a Domenico de Robertis», Milano-Napoli, Ricciardi, 1993, pp. 543–72.
- Pio Rajna dantista, in «Pio Rajna e le letterature neolatine. Atti del Convegno internazionale... Sondrio 24-25 settembre 1983» a cura di R. Abardo, Firenze, Le Lettere, 1993, pp. 5–25 (Società Dantesca Italiana, Centro di Studi e Documentazione Dantesca e Medievale, Quaderno 6).
- Gli echi di Campaldino: Dante, in «La battaglia di Campaldino e la società toscana del '200. Atti del Convegno di studi storici, Firenze, Poppi, Arezzo, 27-29 settembre 1989», s.l., Comitato promotore per il VII centenario della battaglia di Campaldino, 1994, pp. 11–34.
- La Società dantesca italiana dalle origini ad oggi, in La Società Dantesca Italiana 1888-1988. Atti del Convegno internazionale, Firenze, 24-26 novembre 1988, a cura di R. Abardo, Milano-Napoli, Ricciardi, 1995, pp. 13–35.
- Tematiche politiche fra Guittone e Dante, in «Guittone d'Arezzo nel settimo centenario della morte. Atti del Convegno internazionale, Arezzo, 22-24 aprile 1994», Firenze, Franco Cesati, 1995, pp. 351–83.
- Problemi d'un commentatore, in Dante nei commenti del Novecento, a cura di T. Di Salvo, «Letture Classensi» 23, Ravenna, Longo, 1995, pp. 85–126.
- Dante “misuratore di mondi”, in «Dante e la scienza. Atti del Convegno» a cura di P. Boyde e V. Russo, Ravenna, Longo, 1995, pp. 25–53.
- San Bernardo e la visione poetica della Divina Commedia, in Seminario dantesco internazionale. International Dante Seminar 1. Atti del primo convegno, Princeton, 21-23 ottobre 1994, Firenze, Le Lettere, 1997, pp. 171–241.
- Il “trascendentale” dimenticato, in Omaggio a Beatrice (1290-1990), a cura di R. Abardo, Firenze, Le Lettere, 1997, pp. 93–132 (Quaderni degli «Studi Danteschi», 11).
- Per Giovanni Andrea Scartazzini,in «Rassegna Europea di Letteratura Italiana», XI (1998), pp. 1–15.
- Per un censimento dei codici della Commedia, in Testi, manoscritti, ipertesti. Compatibilità informatica e letteratura medievale. Atti del convegno internazionale, Firenze, 31 maggio- I giugno 1996 a cura di L. Leonardi, Firenze, SISMEL-Edizioni del Galluzzo, 1998, pp. 145–72.
- Il carteggio fra Isidoro Del Lungo e Cesare Guasti, in «Isidoro del Lungo filologo, storico, memorialista (1841-1927). Atti della giornata di studio, Montevarchi, 20 novembre 1998», Firenze, Studio editoriale Fiorentino, 2000, pp. 161–79.
- Quale idea dell'uomo in Dante? in «Dante poeta cristiano», Firenze, Società Dante Alighieri Comitato di Firenze-Polistampa, 2001, pp. 171–83.
- Epilogo alla introduzione della Comedìa, in «Studi Danteschi», LXVII (2002), pp. 1–10.
- Lettera da non spedire a Gianfranco Contini, in «Studi Danteschi», LXVIII (2003) pp. 167–209.
- Filologia dantesca all'ombra del Salutati, in «Studi Danteschi», LXX (2005) pp. 193–236.
- Il culto di Dante nell'Ottocento e la Società Dantesca Italiana, in «Studi Danteschi», LXXI (2006) pp. 335–359 (poi in Firenze e la lingua italiana fra Nazione ed Europa. Atti del convegno di studi, Firenze, 27-28 maggio 2004, a cura di N. Maraschio, con la collaborazione di P. Belardinelli e M. Bongi, Firenze, Firenze University Press, 2007, pp. 105–23).
- Con Dante per Dante. Saggi di filologia ed ermeneutica dantesca, I. Approcci a Dante, a cura di G.C. Garfagnini, E. Ghidetti, S. Mazzoni, con la collaborazione di E. Benucci, Roma, Edizioni di Storia e Letteratura, 2014, pp. X-422.
- Con Dante per Dante. Saggi di filologia ed ermeneutica dantesca, II. I commentatori, la fortuna, a cura di G.C. Garfagnini, E. Ghidetti, S. Mazzoni, con la collaborazione di E. Benucci, Roma, Edizioni di Storia e Letteratura, 2014, pp. VIII-790.
- Con Dante per Dante. Saggi di filologia ed ermeneutica dantesca, III. Ermeneutica della «Commedia», a cura di G.C. Garfagnini, E. Ghidetti, S. Mazzoni, con la collaborazione di E. Benucci, Roma, Edizioni di Storia e Letteratura, 2015, pp. VI-536.
- Con Dante per Dante. Saggi di filologia ed ermeneutica dantesca, IV. Le opere minori, a cura di G.C. Garfagnini, E. Ghidetti, S. Mazzoni, con la collaborazione di E. Benucci, Roma, Edizioni di Storia e Letteratura, 2016, pp. VI-556.
- Con Dante per Dante. Saggi di filologia ed ermeneutica dantesca, V. Pio Rajna e la genesi del dantismo contemporaneo, a cura di G.C. Garfagnini, E. Ghidetti, S. Mazzoni, con la collaborazione di E. Benucci, Roma, Edizioni di Storia e Letteratura, 2017, pp. VI-246.

Inoltre:
- Michele Barbi, «Dizionario Biografico degli Italiani», vol. VI, 1964, pp. 190–93.
- Dante (or Durante) Alighieri, «The Encyclopaedia Britannica», vol. VIII, 1964, pp. 59–64.
- Dante Alighieri, «Le Muse. Enciclopedia di tutte le arti», IV, fasc. 68-69,1965, pp. 71–75.
- Divina Commedia, «Le Muse. Enciclopedia di tutte le arti», IV, fasc. 74-75, 1965, pp. 215–19.
- La Monarchia, «Le Muse. Enciclopedia di tutte le arti», VIII, fasc. 155, 1966, pp. 69–71.
- Alighieri Jacopo, «Enciclopedia Dantesca», vol. I, 1970, pp. 1413–45.
- Alighieri Pietro, «Enciclopedia Dantesca», vol. I, 1970, pp. 147–49.
- Anonimo Fiorentino, «Enciclopedia Dantesca», vol. I, 1970, pp. 291–92.
- Bambaglioli, Graziolo de’, «Enciclopedia Dantesca», vol. I, 1970, pp. 506–7.
- Benvenuto da Imola, «Enciclopedia Dantesca», vol. I, 1970, pp. 593–96.
- Edizione Nazionale, «Enciclopedia Dantesca», vol. II, 1970, pp. 630–32.
- Francesco di Bartolo da Buti, «Enciclopedia Dantesca», vol. III, 1971, pp. 23–27.
- Guido da Pisa, «Enciclopedia Dantesca», voi. III, 1971, pp. 325–28.
- Lana, Jacopo della, «Enciclopedia Dantesca», vol. III, 1971, pp. 563–65.
- Lancia, Andrea, «Enciclopedia Dantesca”, vol. III, 1971, pp. 565–66.
- Latini Brunetto, «Enciclopedia Dantesca», vol. III, 1971, pp. 579–88.
- Ottimo Commento, L’, «Enciclopedia Dantesca», vol. IV, 1973, pp. 220–22.
- Società Dantesca Italiana, «Enciclopedia Dantesca», vol. V, 1976, pp. 281–83.

Fra le edizioni curate da Francesco Mazzoni:
- D. Alighieri, La Vita Nuova con nota introduttiva di F. M., Alpignano, Alberto Tallone Editore, 1965, pp. XXXI-112.
- D. Alighieri, Il Convivio con nota introduttiva di F. M., Alpignano, Tallone, 1965, pp. LVI-275.
- D. Alighieri, Monarchia. Epistole politiche, con un saggio introduttivo di F. M., Torino, E.R.I., 1966, pp. CXI-303.
- D. Alighieri, Epistolae I-V. Saggio di edizione critica a cura di F. M., Milano, Mondadori, 1967, pp. 119.
- B. Latini, Il Tesoretto e il Favolello. Con una nota introduttiva su Brunetto in Dante di F. M., Alpignano, Tallone, 1967, pp. LX-165.
- G. Da Pisa, Declaratio super Comediam Dantis. Edizione critica a cura di F. M., Firenze, Società Dantesca Italiana, 1970, pp. VI-74.
- D. Alighieri, La Divina Commedia. Inferno. Con i commenti di T. Casini-S. A. Barbi e A. Momigliano. Introduzione e aggiornamento bibliografico critico di F. M., Firenze, Sansoni, 1972, pp. XXXVI-726.
- D. Alighieri, La Divina Commedia. Purgatorio. Con i commenti di T. Casini-S. A. Barbi e A. Momigliano. Aggiornamento bibliografico critico di F. M., Firenze, Sansoni, 1973, pp. XVI-785.
- P. Rajna, Le Fonti dell'Orlando Furioso. Ristampa della seconda edizione 1900 accresciuta di inediti a cura e con presentazione di F. M., Firenze, Sansoni, 1975, pp. XVII-XIV-683.
- D. Alighieri, Quaestio de Aqua et Terra. Introduzione traduzione e commento di F. M., in D. ALIGHIERI, Opere minori. Tomo II, Milano-Napoli, Ricciardi, 1979, pp. 691–880 («La letteratura italiana. Storia e Testi. Volume 5 - Tomo II»); indi Milano-Napoli, Ricciardi, 1996 («Classici Ricciardi- Mondadori»).
- D. Alighieri, La Divina Commedia. Paradiso I-XI. Con i commenti di T. Casini-S. A. Barbi e A. Momigliano. Introduzione e aggiornamento bibliografico critico di F. M., in Con Francesco Mazzoni. Chiose inedite a Paradiso I-XI. Atti della giornata di Studio (Firenze, Palazzo Vecchio-Salone de'Dugento, 14 novembre 2007), Firenze, Le Lettere, 2008, pp. 1–303.